# أوغوستا براكستون بيكر
أوغوستا براكستون بيكر (بالإنجليزية: Augusta Braxton Baker)‏ هي أمينة مكتبة أمريكية، ولدت في 1 أبريل 1911 في بالتيمور في الولايات المتحدة، وتوفيت في 23 فبراير 1998 في كولومبيا في الولايات المتحدة.

## وصلات خارجية
- أوغوستا براكستون بيكر على موقع الموسوعة البريطانية (الإنجليزية)